# Славниковичи

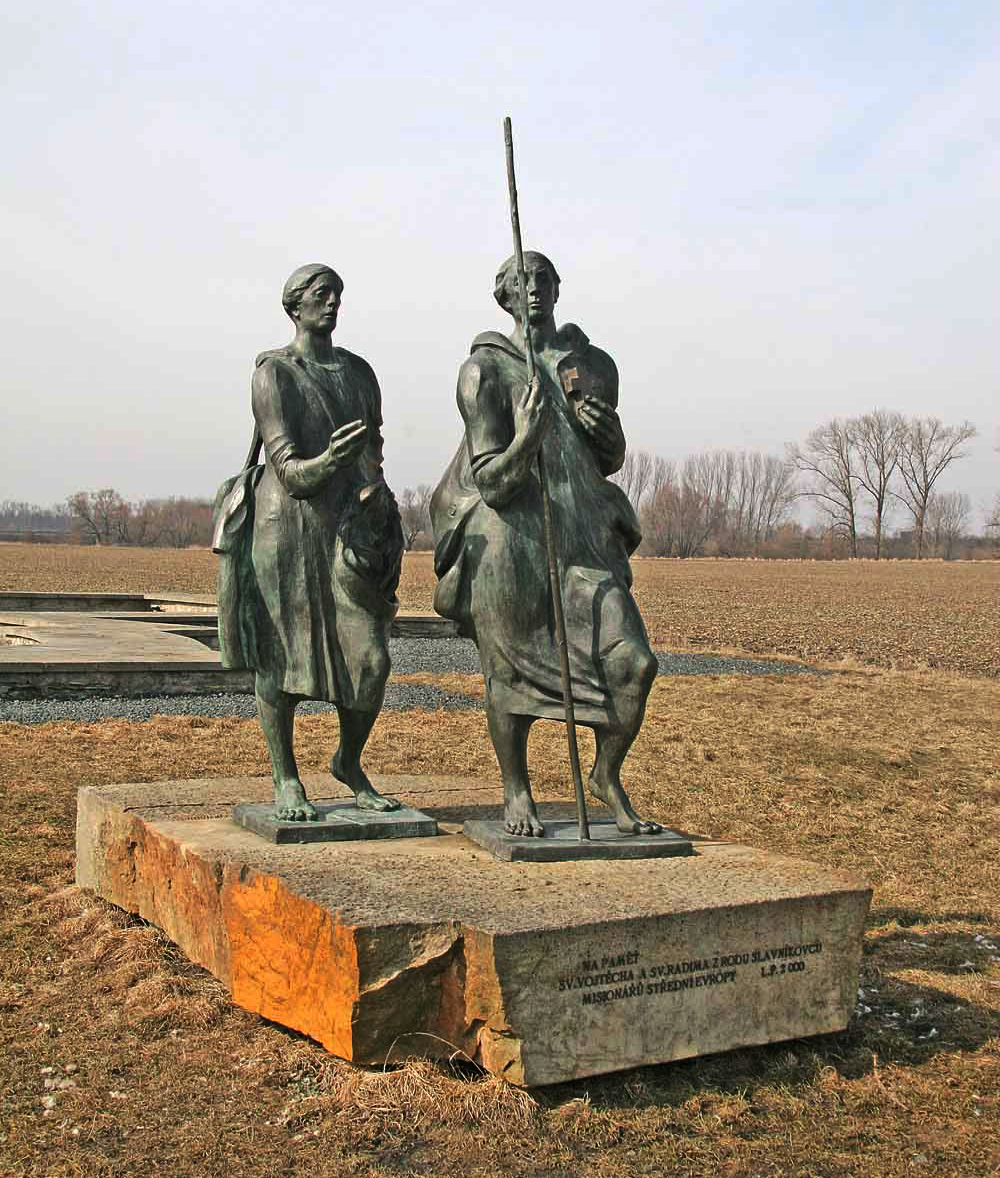
Памятник св. Войтеху и его брату св. Радиму в Либице (Чехия)

Славниковичи (Славниковцы, чеш. Slavníkovci, пол. Sławnikowice) —
чешские племенные князья, возглавлявшие в X веке Зличанское княжество с центром в г. Либице, расположенном в месте впадения р. Цидлины в Лабу (Эльбу). Выступали соперниками чешской королевской династии Пржемысловичей и в конце концов были побеждены ею.

## Основатель рода
Основателем рода считается князь Славник (? — 981), по крови близкий к саксонскому королевскому роду. Его женой была Стрежеслава из рода Пржемысловичей, отличавшаяся особой красотой. Славник был независимым, но довольно миролюбивым правителем. Он имел семь сыновей, двое из которых — Адальберт (Войтех) и Гауденций (Радим) — впоследствии были причислены к лику святых. О князе зличан чешский хронист Козьма Пражский в «Чешской хронике» пишет: «Этот князь Славник в течение всей своей жизни был счастлив».

Козьма также приводит описание земель Славника: «Княжество Славника своими границами имело: на западе, по направлению к Чехии, ручей Сурину и град, расположенный на горе Осек у реки Мжи, на юге, в направлении к Австрии, грады: Хынов, Дудлебы, Нетолице, вплоть до середины леса, на востоке, в направлении к Моравскому королевству, град, расположенный под лесом и носящий название Литомышль; и дальше (вплоть до ручья) Свитава, который находится в середине леса, на севере, по направлению к Польше, град Кладско, расположенный у реки Нисы».
Сыновья Славника:

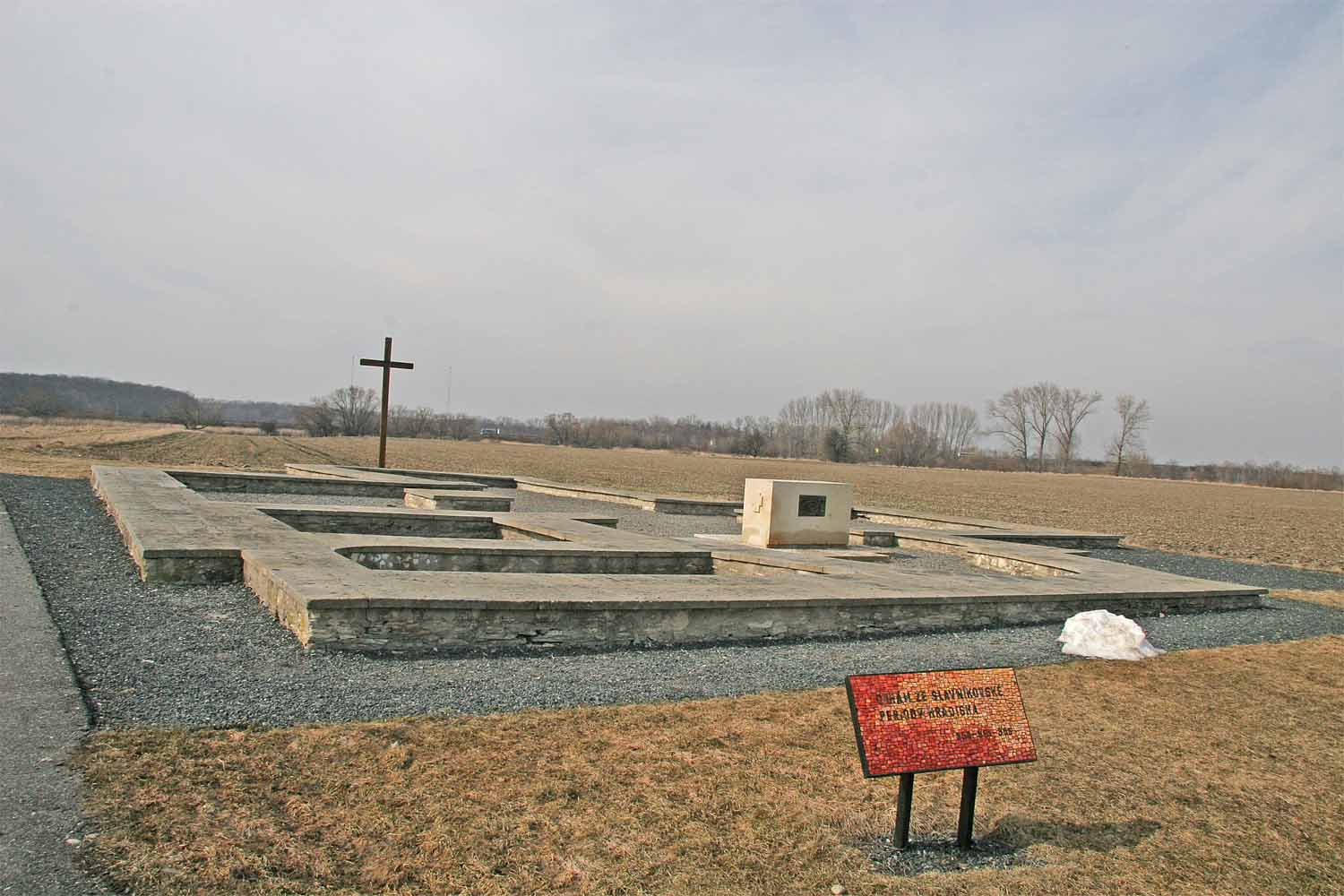
Фундамент костёла Славниковичей в Либице

- Войтех (Адальберт) — епископ Праги, миссионер, святой мученик,
- Собеслав (Собебор, Родислав) — старший сын, наследник княжества,
- Спитимир (Спитимер),
- Побраслав (Бобраслав, Бораслав, Добраслав),
- Боржей (Порей, Божей),
- Часлав (Каслав),
- побочный сын Радим (Гауденций) — первый архиепископ Польши (в Гнезно), святой.

Сведений о дочерях не имеется.

## Политическая борьба

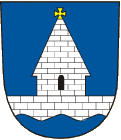
Герб Либице

Между Славниковичами и Пржемысловичами шло жестокое соперничество за господство в Богемии. После смерти Славника престол занял Собеслав, который стал укреплять суверенитет своего княжества — в частности, начал чеканить собственную монету. Это крайне уязвляло Болеслава II (Пржемысловича), желавшего присоединить владения Славниковичей к своему королевству.
26 сентября 995 г. представители рода Вршовцев по договоренности с Болеславом Благочестивым совершили нападение на г. Либице и взяли его штурмом в течение двух дней. Священник Радла посоветовал четырем братьям Славниковичам укрыться в церкви, чтобы спасти свою жизнь. Однако нападавшие не остановились перед этой преградой и все равно убили их. По некоторым версиям, князь Собеслав также был убит в этот день; другие источники утверждают, что во время описанных событий он находился в дальнем походе с императором Оттоном III, и что именно этот факт спровоцировал нападение на Либице.
В свою очередь, Славниковичи, вероятно, были причастны к отравлению Страхкваса Пржемысловича в момент принятия им епископского сана в 996 г.
О силе конфликта двух династий свидетельствует и тот факт, что чешские правители первоначально отказались принять останки св. Адальберта для захоронения на родине. Как известно, мощи епископа покоятся в г. Гнезно (Польша).